# Нестелиевка
Нестелиевка (укр. Нестеліївка), село, Новоивановский сельский совет, Лозовский район, Харьковская область.
Код КОАТУУ — 6323983503. Население по переписи 2001 года составляет 170 (76/94 м/ж) человек.

## Географическое положение
Село Нестелиевка находится недалеко от истоков реки Литовщина.
На расстоянии в 3 км расположены город Лозовая, сёла Мальцевское и Новая Ивановка, посёлок Домаха.
Рядом проходит железная дорога, станция Платформа 940 км.
К селу примыкает большой массив садовых участков.

## Происхождение названия
- В некоторых документах село называют как Нестелеевка.

## История
- 1897 — дата основания.

## Экономика
- Молочно-товарная ферма.
- «ЛЮБАВА», садовое товарищество.